# Viacamp i Lliterà
Viacamp i Lliterà és un municipi de la comarca de la Ribagorça. El català és l'idioma propi de la població, motiu pel qual forma part lingüísticament dels territoris de parla catalana. Administrativament forma part de la província d'Osca, a la comunitat autònoma d'Aragó.
Agrupa els següents nuclis de població:
- La Cerulla. S'hi troba al Montsec d'Estall. Amb Estall va formar municipi al segle xix.[1]
- Espluga de Fet. Despoblat esmentat ja el 1048 i situat al sud-oest del poble de Fet.[2]
- Estall. És un llogaret situat al vessant meridional del Montsec d'Estall.[3]
- Fet. Aquest despoblat està situat damunt un cingle i entre els barrancs de Fet i del Canal. Fins al 1962 fou terme independent. Formaven part d'aquest municipi els pobles de Finestres i Montfalcó i també els despoblats de Bellmunt (amb l'església romànica de Sant Bartomeu)[4] i d'Espluga de Fet.[5]
- Finestres. Està situat a 511 metres d'altitud.[6]
- Girbeta. Està situat a 602 metres sobre el nivell de la mar.[7]
- Lliterà. Situat a 731 metres d'altitud.[8]
- Montfalcó. És un despoblat situat a 772 metres sobre el nivell de la mar, dalt d'una serra que domina la Noguera Ribagorçana prop del congost de Mont-rebei.[9]
- Montgai. Aquest llogaret està situat a 842 metres d'altitud. L'any 1960 tenia 14 habitants.[10]
- Viacamp. L'any 2005 tenia 15 habitants. Està situat al NW del terme, en el vessant meridional del turó on s'hi troba l'antic castell de via Campi.[11] És una construcció del segle xi. Actualment s'hi pot trobar una torre circular de 2 metres de gruix i 10 d'altura.[12]

## Llocs d'interès
- Castell de Viacamp
- Castell de Girbeta
- Sant Antoni de la Cerulla
- Sant Esteve de Viacamp
- Santa Maria d'Estall
- Verge d'Obac de Viacamp
- Sant Marc de Finestres
- Sant Miquel de Fet
- Mare de Déu del Roser de Lliterà